# Суперактиноиды
Суперактино́иды (суперактини́ды, англ. superactinide) — гипотетически возможные химические элементы с атомными номерами 121 (унбиуний) — 157 (унпентсептий), у которых полностью заполнена 5g-оболочка. Группа суперактиноидов следует после сверхтяжёлых трансактиноидных элементов и располагается ниже группы лантаноидов и актиноидов в расширенной периодической таблице элементов. Теоретическое предположение о существовании таких элементов было упомянуто Г. Т. Сиборгом. Теории Острова стабильности и т. н. магических ядер оболочечного строения допускают долгоживущее и стабильное существование суперактиноидов, в том числе в природе.

## Попытки синтеза суперактиноидов
Ни один из элементов блока пока ещё не был синтезирован, хотя попытки синтеза предпринимались. Об этих суперактиноидах пока известно очень мало.
- Предположительно, первое доказательство существования таких элементов было получено группой учёных из Еврейского университета. Одним из руководителей группы Амноном Мариновым[англ.] было получено ядро экатория-унбибия с атомной массой 292 и атомным номером 122[1]. Однако это заявление в настоящее время оспаривается на основании последних попыток воспроизведения данных с использованием более точных методов.

- Также в 2011 году российские учёные сообщили об открытии в метеоритном веществе следов столкновений с частицами с атомными числами до 130, что может являться косвенным доказательством существования стабильных сверхтяжёлых ядер, в том числе и суперактиноидов[2].

- В ходе попыток искусственного ядерного синтеза суперактиноидов были заявления о получении элемента унбиквадий (124) и косвенных свидетельствах об элементе унбигексий (126), которые пока не подтверждены. Попытки синтеза суперактиноидов продолжаются.